# Pseudopolyptychus
Pseudopolyptychus is een geslacht van vlinders uit de onderfamilie Smerinthinae van de familie pijlstaarten (Sphingidae).

## Soorten
- Pseudopolyptychus foliaceus (Rothschild & Jordan, 1903)